# Ledeno morje (Caspar David Friedrich)
Ledeno morje (nemško Das Eismeer) (1823–1824) je slika olje na platnu, ki prikazuje brodolom na Arktiki, delo nemškega romantičnega slikarja Casparja Davida Friedricha. Pred letom 1826 je bila ta slika znana kot Polarno morje.
Delo je bilo prvič razstavljeno na razstavi Praške akademije leta 1824 z naslovom Idealiziran prizor arktičnega morja z razbitino ladjo na nakopičenih ledenih gmotah. Radikalna kompozicija in tema, ki velja za eno od Friedrichovih mojstrovin, sta bila neobičajna za svoj čas in delo je naletelo na nerazumevanje. Ko je Friedrich leta 1840 umrl, slika še ni bila prodana. Trenutno je v lasti Kunsthalle Hamburg v Nemčiji.

## Friedrichovo ozadje
Caspar David Friedrich se je rodil 5. septembra 1774 v Greifswaldu v Nemčiji. Odraščal je kot protestant. Friedrich je začel študirati umetnost pri učitelju risanja z univerze v Greifswaldu po imenu Johann Gottfried Quistorp. Nadaljeval je s študijem na Akademi for de Skønne Kunster v Københavnu na Danskem od 1794 do 1798. Po tem je Friedrich študiral na Hochschule der Bildenen Künste v Dresdnu v Nemčiji. Friedrich se je odločil preživeti preostanek svojega življenja v Dresdnu, kjer je umrl 7. maja 1840.

### Romantika
Romantično gibanje se je pojavilo ob koncu 18. stoletja. Romantika je bila hkrati umetniško gibanje in pristop k življenju. Zavračal je razsvetljenske ideje racionalizma in intelekta v korist vere, čustev in kulture. Glavna tema romantike je osredotočenost na naravo kot subjekt.
V 19. stoletju se je veliko Nemcev zanimalo za Arktiko, vključno s Friedrichom. V nemški romantiki je bil sever viden kot pozitivna stvar, medtem ko je bil klasični jug negativna stvar.

### Friedrich in romantika
Tako kot mnogi drugi slikarji v 19. stoletju se je Friedrich odločil, da se osredotoči na pokrajino kot glavno temo svojih slik. Friedrichov slog zaradi njegovih slik narave spada v kategorijo romantike. Njegov cilj je bil ustvariti na platnu podobe v svojih mislih. S svojimi slikami je Friedrich poskušal prikazati duhovni in religiozni pomen narave. Friedrich je znan po ustvarjanju duhovnega pomena v mnogih svojih slikah.

## Zgodovina
Zbiratelj Johann Gottlob von Quandt je naročil dve sliki, ki naj bi simbolizirali jug in sever. Johann Martin von Rohden je prejel naročilo za slikanje Južne narave v njenem obilju in veličastnem sijaju, medtem ko je naročilo za Severno naravo v celoti njene grozljive lepote pripadlo Friedrichu. Vendar, kot je Vasilij Žukovski v pismu iz leta 1821 poročal, je Friedrich –
sam ne ve, kaj bo slikal; čaka na trenutek navdiha, ki (po lastnih besedah) občasno pride v sanjah.
V teh letih so bila občasno objavljena poročila o odpravah na Severni tečaj, kar je verjetno način, kako se je Friedrich seznanil z odpravo Williama Edwarda Parryja v letih 1819–1820, da bi odkrila Severozahodni prehod. Pozimi 1820–1821 je Friedrich opravil obsežne naftne študije ledenih plošč na reki Labi blizu Dresdna. Ti so bili verjetno vključeni v Ledeno morje.
Podoba je naredila trajen vtis na francoskega kiparja Davida d'Angersa med njegovim obiskom v Dresdnu leta 1834, ki ga je opisal takole:
Friedrich je mračnega duha. Povsem je razumel, kako v krajini prikazati velike boje narave.
Slika je znana pod več različnimi imeni. V katalogu Friedrichove zapuščine, sestavljenem po njegovi smrti, se je imenovala Ledena slika. Odprava Severnega pola, ki jo je prizadela katastrofa.

## Opis
Slika Ledeno morje je bila komponirana v enem od Friedrichovih studiev blizu Dresdna. Ta slika očitno temelji na Arktiki, čeprav Friedrich ni nikoli obiskal Arktike. Domneva se, da je Friedrich svoje znanje o Arktiki pridobil na odpravi Williama Edwarda Parryja. Ker pa je bilo v Nemčiji več poročil in člankov o Arktiki, ni bilo nikoli potrjeno, da je Friedrich uporabil Parryjevo odpravo za slikanje Ledenega morja. Friedrich je spoznal tudi ledene gore s preučevanjem le-teh na Labi.
Ledeno morje predstavlja tisto, kar po Friedrichovem mnenju izgleda Arktika. V ospredju slike so majhne ledene gore, naložene ena na drugo, zaradi česar so skoraj videti kot stopnice. V ozadju pa so ledene gore zdrobljene in tvorijo ledeni stolp. Te ledene gore so zelo velike in kažejo, da se je zgodilo nekaj groznega. Tik ob tem ogromnem ledenem stolpu je majhen detajl, ki ni predmet slike. To je brodolom.

## Analiza
Brodolom v Ledenem morju namiguje na idejo, da bo narava vedno boljša od ljudi. Led je kraj smrti in narava bo vedno premagala vsakogar, ki bo poskušal vdreti vanj.
Kot otrok je Friedrich doživel travmatično izkušnjo, ki je vključevala njegovega brata Johanna Christofferja, ki je 8. decembra 1787 padel skozi led na vodnem telesu in umrl. Govorilo se je, da je Friedrich morda prisilil svojega brata, da je šel na led. Nekateri učenjaki domnevajo, da bi lahko Friedrichova izkušnja vplivala na to sliko.
Obstaja teorija, da je Friedrich ta del naslikal kot komentar o Nemčiji. Tako kot je ladja zamrznjena v ledu, velja Nemčija za politično zamrznjeno puščavo brez upanja na izboljšanje.
Delo je morda navdihnil Splav Meduze (1818–19) Théodora Géricaulta. Friedrichovo delo si z Géricaultovim deli podoben kompozicijski okvir in mračne metaforične poglede v odnosu do neizprosnega morja. Tragedija, predstavljena v Meduzi, je človeška odgovornost ne glede na okolico, medtem ko Ledeno morje predstavlja bolj pesimistično sporočilo, pri čemer je tragedija posledica prevzetnosti človeštva v njegovih poskusih obvladovanja narave.

## Sublime
Teorija sublimnega združuje čustva groze in ugodja. Glavni teoretiki sublimnega so Edmund Burke, Immanuel Kant in Friedrich Schiller. Narava je bila vedno povezana z idejo vzvišenega. Proti koncu 18. stoletja so bile slike Arktike povezane z vzvišenim. Razpravljalo pa se je o tem, ali slika Ledeno morje sodi v kategorijo sublimnega. Kosi ledu lahko predstavljajo nevarnost, vendar se lahko zdijo tudi lepi. Eden od razlogov, zakaj je prišlo do razprave o tem, ali ta slika ustreza sublimnemu ali ne, je ta, da ni jasno, ali je gledalec dejansko lahko del slike, ki je glavni element sublimnega.

## Vpliv
Kritik Russell Potter je sliko pozdravil kot ključni primer »arktičnega vzvišenega« in vpliv na poznejše polarne slike devetnajstega stoletja.
Slika je navdihnila delo Paula Nasha iz leta 1941 Totes Meer (Mrtvo morje). Prav tako se je izkazalo za vpliv na arktične pokrajine Lawrena Harrisa.
Arhitekt Thom Mayne navaja Ledeno morje kot glavni vpliv na njegov pristop k dinamičnemu odnosu med arhitekturo, krajino in naravo. Morda je služil kot navdih za operno hišo v Sydneyju.
Zunanja prosto lebdeča skulptura She Lies Monice Bonvicini je tridimenzionalna interpretacija originalne Friedrichove slike, nameščene v fjordu v Oslu poleg operne hiše v Oslu. Skulptura je bila odkrita maja 2010 in je postala ena izmed turističnih znamenitosti v središču Osla.